# Futani
Futani är en ort och kommun i provinsen Salerno i regionen Kampanien i Italien. Kommunen hade 1 170 invånare (2017).